# Oberea erythrocephala
Oberea erythrocephala är en skalbaggsart som först beskrevs av Franz Paula von Schrank 1776.  Oberea erythrocephala ingår i släktet Oberea, och familjen långhorningar. Arten har ej påträffats i Sverige.

## Bildgalleri

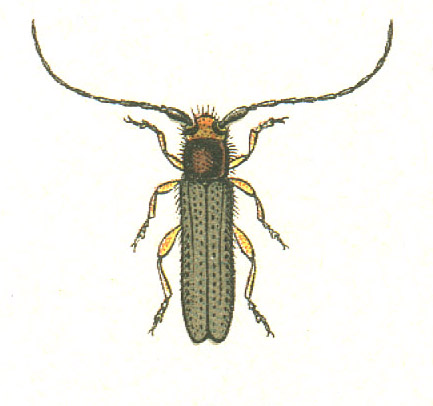
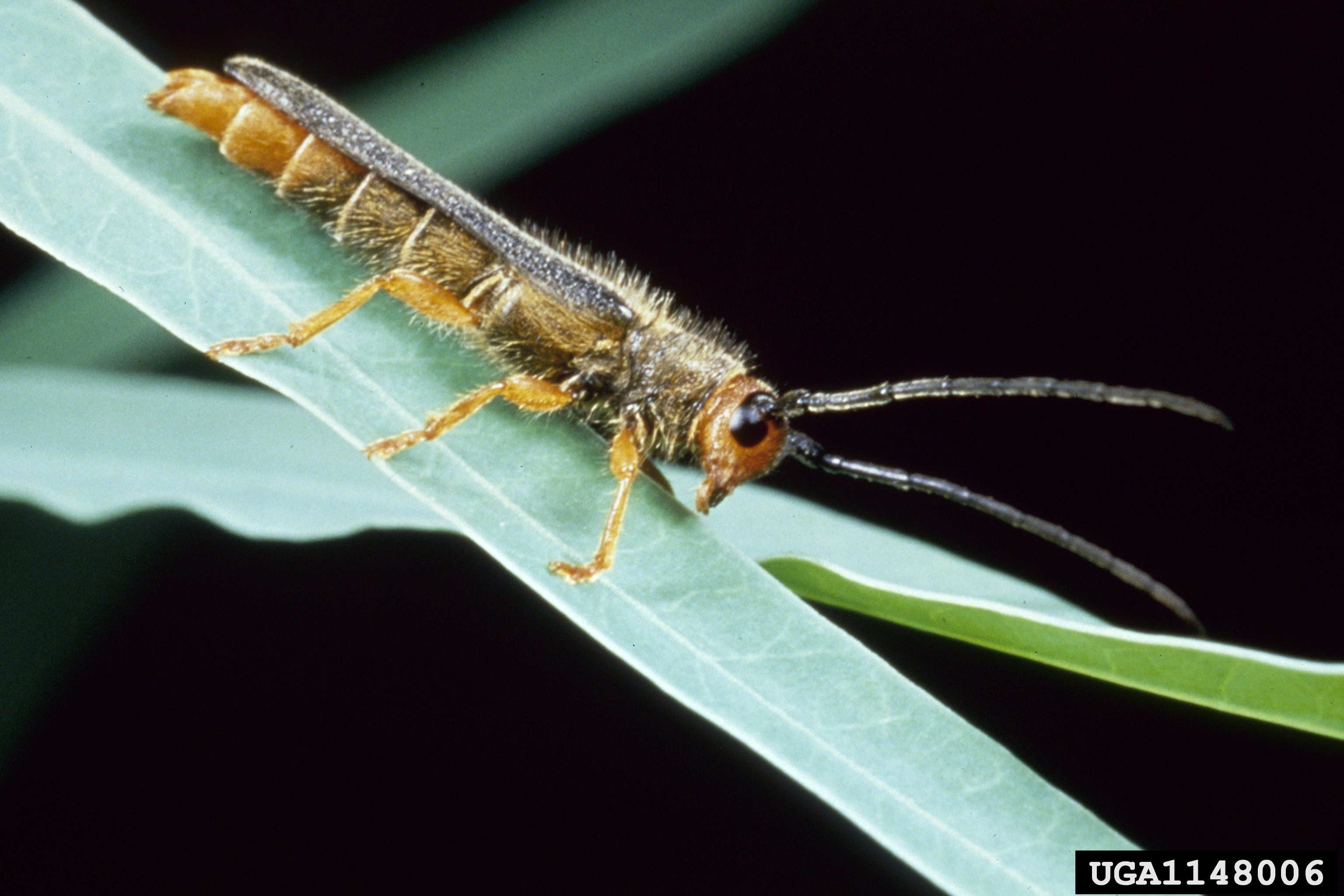
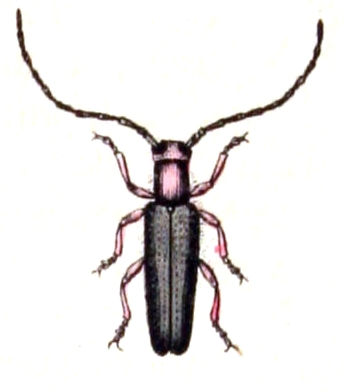
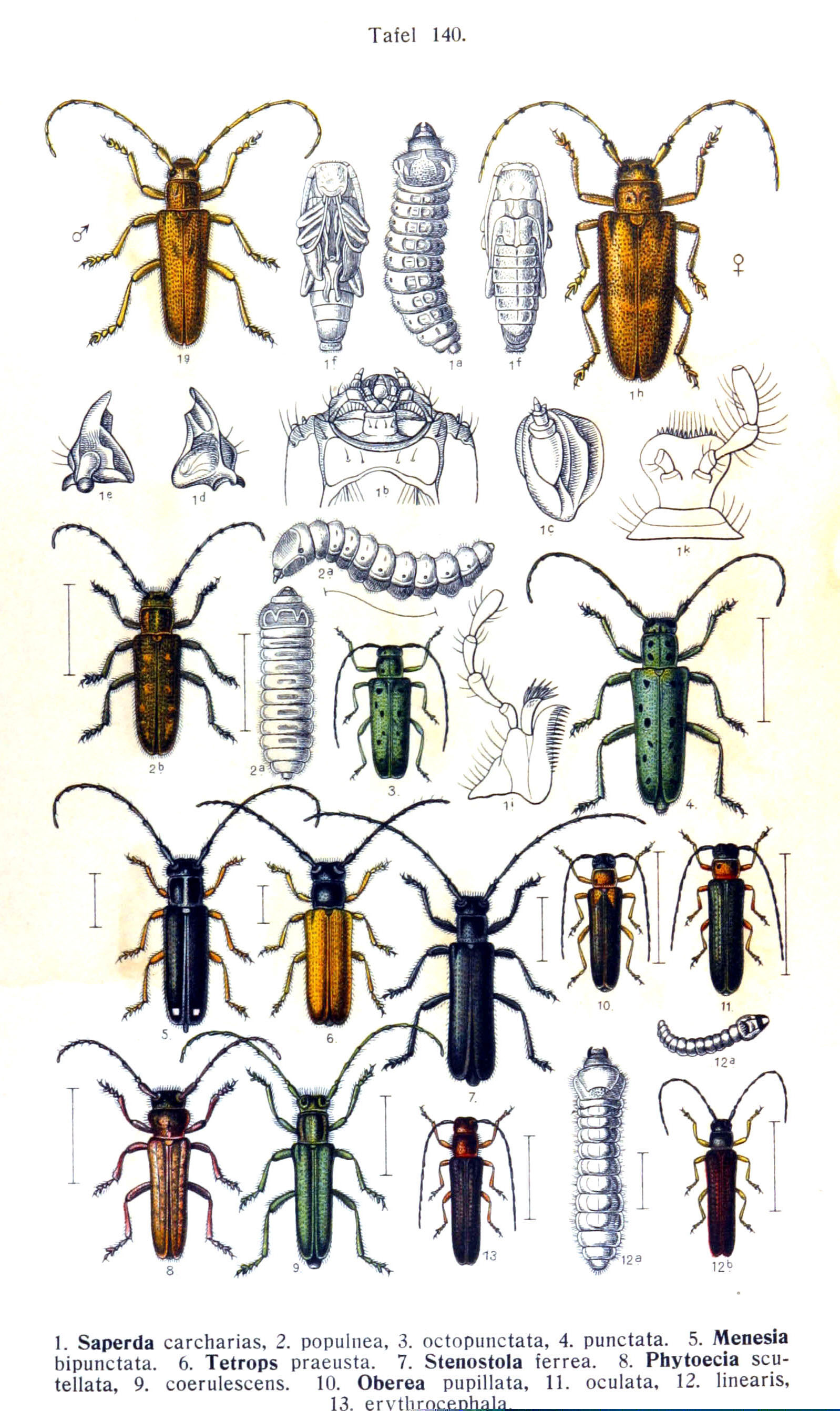